# Артільна сільська рада
Арті́льна сільська́ ра́да — адміністративно-територіальна одиниця та орган місцевого самоврядування в Лозівському районі Харківської області. Адміністративний центр — село Артільне.

## Загальні відомості
Артільна сільська рада утворена в 1919 році.
- Територія ради: 55,965 км²
- Населення ради: 735 осіб (станом на 2001 рік)

## Населені пункти
Сільській раді були підпорядковані населені пункти:
- с. Артільне
- с. Барабашівка
- с. Григоросове
- с. Дивізійне
- с. Миколаївка
- с. Надеждине

## Склад ради
Рада складалася з 12 депутатів та голови.
- Голова ради:
- Секретар ради: Марченко Інна Володимирівна

### Керівний склад попередніх скликань
| Прізвище, ім'я, по батькові | Основні відомості                                                                       | Дата обрання | Дата звільнення |
| --------------------------- | --------------------------------------------------------------------------------------- | ------------ | --------------- |
| Гук Валентина Вікторівна    | Сільський голова, 1967 року народження, член Народної партії                            | 26.03.2006   | 31.10.2010      |
| Поліщук Ольга Микитівна     | Сільський голова, 1971 року народження, освіта середня спеціальна, член Партії регіонів | 31.10.2010   | 11.07.2014      |

Примітка: таблиця складена за даними сайту Верховної Ради України

### Депутати
За результатами місцевих виборів 2010 року депутатами ради стали:

#### За суб'єктами висування
| Суб'єкт висування           | Кількість обраних депутатів | %    |
| --------------------------- | --------------------------- | ---- |
| Партія регіонів             | 10                          | 83,3 |
| Комуністична партія України | 1                           | 8,3  |
| Народна партія              | 1                           | 8,3  |

#### За округами
| № округу                    | Прізвище, ім'я, по батькові       | Дата визнання обраним | Освіта             | Партійна приналежність | Відомості про обраного депутата                     |
| --------------------------- | --------------------------------- | --------------------- | ------------------ | ---------------------- | --------------------------------------------------- |
| Комуністична партія України |                                   |                       |                    |                        |                                                     |
| 12                          | Дігтяр Іван Митрофанович          | 04.11.2010            | середня            | позапартійний          | пенсіонер                                           |
| Народна Партія              |                                   |                       |                    |                        |                                                     |
| 1                           | Муха Тетяна Василівна             | 04.11.2010            | вища               | позапартійна           | Артільна сільська рада, спеціаліст                  |
| Партія регіонів             |                                   |                       |                    |                        |                                                     |
| 2                           | Олександренко Світлана Михайлівна | 04.11.2010            | середня спеціальна | позапартійна           | Артільна АСЛ, медсестра                             |
| 3                           | Сорока Валерій Миколайович        | 04.11.2010            | середня            | позапартійний          | тимчасово не працює                                 |
| 4                           | Дабарська Антоніна Петрівна       | 04.11.2010            | середня            | позапартійна           | Артільна сільська рада, спеціаліст                  |
| 5                           | Задеря Людмила Василівна          | 04.11.2010            | середня спеціальна | позапартійна           | Артільна АСЛ, медсестра                             |
| 6                           | Вознюк Сергій Степанович          | 04.11.2010            | середня            | позапартійний          | ФГ «Меркурій 2006», бригадир                        |
| 7                           | Марченко Інна Володимирівна       | 04.11.2010            | середня спеціальна | позапартійна           | Артільна сільська рада, секретар                    |
| 8                           | Говтва Олексій Васильович         | 04.11.2010            | вища               | позапартійний          | Артільська загальноосвітня школа, директор          |
| 9                           | Лаврухіна Ірина Володимирівна     | 04.11.2010            | середня            | позапартійна           | тимчасово не працює                                 |
| 10                          | Лисак Вікторія Василівна          | 04.11.2010            | середня            | позапартійна           | Артільська загальноосвітня школа, оператор котельні |
| 11                          | Ганжа Василь Гордійович           | 04.11.2010            | вища               | позапартійний          | ФГ «Елітне», інженер                                |